# Rheder (Euskirchen)
Rheder is een plaats in de Duitse gemeente Euskirchen, deelstaat Noordrijn-Westfalen, en telt 461 inwoners.